# Cross country

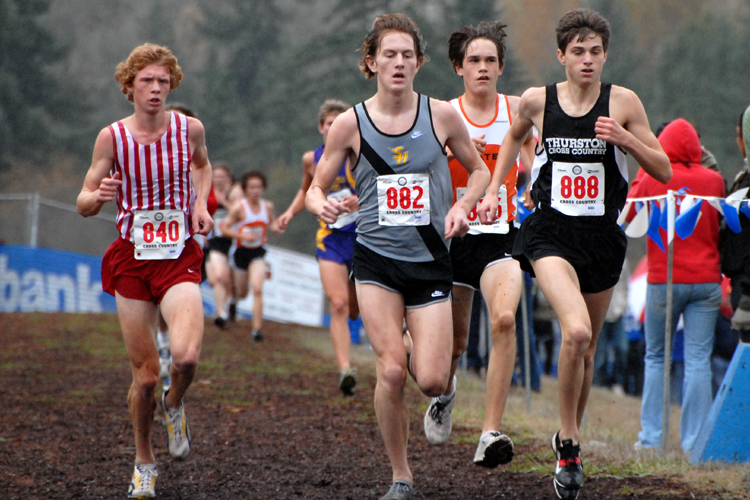
Cross-country.

O cross country (português brasileiro) ou corrida a corta-mato (português europeu), às vezes referido como cross ou crosse, é um desporto de equipa em que os atletas competem numa corrida em terreno aberto ou acidentado. Difere de corrida em estrada ou corrida em pista principalmente no percurso, que poderá incluir relva, lama, mata ou água, e no sistema de classificação. As equipas são compostas de cinco a sete corredores. É um dos desportos mais participativos e tem lugar normalmente no outono/inverno.
O corta-mato é um desporto originariamente inglês criado no início do século XIX. Era então, no entanto, um desporto completamente diferente do atual, conhecido por caça ao papel. Um grupo de corredores seguia um percurso escolhido aleatoriamente e deixava cair no chão marcas de papel enquanto corria. O grupo rival deveria ir em encalço do primeiro, seguindo os rastos marcados pelos papéis. Era um desporto praticado principalmente por universidades, como as de Cambridge e de Oxford.
Com o tempo, contudo, o desporto progrediu tornando-se no que é hoje. Apesar da popularidade internacional do corta-mato, este foi excluído dos Jogos Olímpicos após 1924 dado ser um desporto impróprio para o verão. Em 1960, a Associação Internacional das Federações de Atletismo (IAAF), que regulamenta a corrida a corta-mato, permitiu pela primeira vez a participação de mulheres.

## Corridas e distâncias
Cada corrida é diferente das outras. As distâncias são de uma forma geral classificadas em divisões, no entanto pouco há de comum entre quaisquer duas corridas para além da distância. Como tal, não podem ser feitas comparações correctas entre desempenhos de atletas em corridas diferentes. Por essa razão não são registados os recordes dos tempos mais rápidos das competições internacionais.
As corridas começam com cada equipe na sua própria box ao longo da linha de partida. Ao disparo da pistola, os corredores têm umas poucas centenas de metros para se concentrarem da larga linha de partida numa trilha muito mais estreita que devem seguir até à meta.
O corredor tem a responsabilidade de se manter dentro de uma distância especificada da trilha marcada. As corridas podem ser marcadas por vários métodos. Um método muito usado é prender bandeirolas coloridas a postes indicando a direcção. Uma bandeirola vermelha indica esquerda, uma bandeirola azul significa a direito e uma amarela significa direita. As bandeirolas devem ser colocadas no lado oposto da direcção para a qual o corredor vira, excepto para a bandeirola azul que pode ser colocada em qualquer dos lados. Também são usadas marcas no solo, normalmente uma linha contínua central.
A corrida termina normalmente numa meta seguida de uma chute. Uma chute é uma passagem limitada por cordas ou barreiras que obriga os corredores a manterem-se em fila única por ordem de chegada. Menos frequente é uma meta aberta. Esta implica normalmente a leitura electrónica de chips transportados por cada corredor. Normalmente, pouco antes da meta, a trilha alarga-se para permitir ultrapassagens.
Nas competições amadoras internacionais, a IAAF exige uma distância mínima de 2 000 m a 5 000 m (1,25 a 3 milhas) para mulheres e 12 000 m (7,5 milhas) para homens.

## Competições internacionais
- Corrida de Lidingö (Lidingöloppet), anualmente em Lidingö na Suécia.

## Atletas notáveis
Atletas notáveis do corta-mato incluem Kenenisa Bekele, um etíope que ganhou a medalha de ouro nas Olimpíadas de 2004 na prova de 10 km e a medalha de prata nos 5 km, e fez a dobradinha ganhando a corrida curta e a longa nos Campeonatos Mundiais de Corta-Mato quatro anos seguidos. Paulo Guerra, quatro vezes campeão europeu da modalidade, será provavelmente o português mais destacado na modalidade e ainda Carlos Lopes, que venceu três campeonatos mundiais de corta-mato, em 1976, 1984 e 1985, um feito que mais nenhum atleta europeu conseguiu porque entretanto apareceram os atletas africanos em força.